# Riou Mort
Le Riou Mort (encore appelé Rieu Mort) est une rivière française du Massif central qui coule dans le département de l'Aveyron. C'est un affluent du Lot en rive gauche, donc un sous-affluent de la Garonne.

## Géographie
Le Riou Mort est une rivière qui prend sa source près d'Escandolières et qui rejoint le Lot en rive gauche, à l'aval de la commune de Boisse-Penchot. La longueur de son cours est de 23 km.

## Hydronymie
Riou Mort signifie en occitan Ruisseau Mort. La graphie officielle française Riou Mort est une adaptation phonétique du nom occitan. Riu Mòrt est la forme occitane normalisée.

## Communes traversées
- Aveyron : Escandolières, Saint-Christophe-Vallon, Auzits, Aubin, Firmi, Decazeville, Viviez, Boisse-Penchot.

## Principaux affluents
- Le Riou Viou : 25,4 km
- Le Saltz : 7 km

## Hydrologie
Le Riou Mort est une rivière très irrégulière, à l'instar de ses voisines de la région méridionale du Massif central.

### Le Riou Mort à Viviez
Son débit a été observé durant une période de 41 ans (1968-2008), à Viviez, localité du département de l'Aveyron située au niveau de son confluent avec le Lot . La surface ainsi étudiée est de 149 km2, soit la quasi-totalité du bassin versant de la rivière.
Le module de la rivière à Viviez est de 1,87 m3/s.
Le Riou Mort présente des fluctuations saisonnières de débit fort marquées, comme très souvent en région Midi-Pyrénées. Les hautes eaux se déroulent en hiver et se caractérisent par des débits mensuels moyens allant de 2,39 à 3,52 m3/s, de décembre à mai inclus (avec un maximum en janvier et surtout février). Au mois de juin, le débit baisse rapidement, ce qui mène aux basses eaux d'été qui ont lieu de juillet à septembre inclus, entraînant une  baisse du débit mensuel moyen jusqu'à 0,354 m3/s au mois d'août. Mais ces moyennes mensuelles cachent des fluctuations bien plus prononcées sur de courtes périodes ou selon les années.

### Étiage ou basses eaux
Aux étiages, le VCN3 peut chuter jusque 0,085 m3/s (85 litres), en cas de période quinquennale sèche, ce qui est pas trop sévère comparé aux autres cours d'eau de la région.

### Crues
Les crues peuvent être fort importantes, compte tenu de la petitesse du bassin versant. Les QIX 2 et QIX 5 valent respectivement 42 et 62 m3/s. Le QIX 10 est de 75 m3/s, le QIX 20 de 87 m3, tandis que le QIX 50 se monte à 100 m3/s.
Le débit instantané maximal enregistré à Viviez a été de 114 m3/s le 4 février 2003, tandis que la valeur journalière maximale était de 91,8 m3/s le 4 décembre de la même année. Si l'on compare la première de ces valeurs à l'échelle des QIX de la rivière, l'on constate que cette crue était nettement supérieure au niveau défini par le QIX 50, et donc très exceptionnelle.

### Lame d'eau et débit spécifique
Le Riou Mort est une rivière abondante. La lame d'eau écoulée dans son bassin versant est de 398 millimètres annuellement, ce qui est nettement supérieur à la moyenne d'ensemble de la France tous bassins confondus (plus ou moins 320 millimètres), mais inférieur à la moyenne du bassin du Lot (446 millimètres) Le débit spécifique (ou Qsp) atteint le chiffre assez élevé de 12,6 litres par seconde et par kilomètre carré de bassin.

## Pollution
Le Riou Mort draine les rejets des usines de Vieille Montagne et MTI situées dans la région industrielle de Decazeville. Les eaux du Riou Mort s'y chargent en éléments métalliques, et plus particulièrement en cadmium. Cette pollution est responsable des forts taux de cadmium enregistrés dans les huîtres cultivées dans l'estuaire de la Gironde.
Dans les années 1970, cette petite rivière était tellement polluée que la couleur de ses eaux en aval de Viviez et jusqu'à sa confluence avec le Lot sur la commune de Boisse-Penchot, était noire.
De nos jours fort heureusement cette pollution semble mieux contrôlée, la couleur de l'eau parait en tout cas l'attester.